# Hassan Ali Khayre
Hassan Ali Khayre (somali : Xasan Cali Khayre, arabe : حسن علي خير), est un homme d'État somalien, Premier ministre du 1er mars 2017 au 25 juillet 2020.

## Biographie
Hassan Ali Khayre est né dans la ville centrale de la Somalie de Jacar Galgaduud, à environ 50 kilomètres d'El Buur, clan Hawiye. Il est diplômé de l'école primaire et secondaire de Mogadiscio. Au début de la guerre civile, Khaire a déménagé en tant que réfugié en Norvège en 1991, où il s'est inscrit à l'Université d'Oslo en 1994.
Khayre a la double nationalité norvégienne et somalienne. 
Après avoir obtenu en 1998 un diplôme en sciences politiques et une mineure en sociologie, Khaire a poursuivi en 2001 son MBA à l'Edinburgh Business School, l'école supérieure de commerce de l'Université Heriot-Watt.
Le 23 février 2017, le président Mohamed annonce la nomination de Khaire au poste de Premier ministre. Auparavant, Khayre n'avait jamais exercé de fonction publique, bien qu'au cours de sa carrière, il ait travaillé avec une gamme de cadres de haut niveau et de fonctionnaires à divers titres.
Le 1er mars 2017, le Parlement approuve à une écrasante majorité (231 députés sur 275) la nomination de Khayre au poste de Premier ministre. Le 29 mars 2017, son gouvernement est approuvé par le parlement.
Il promet de lutter contre la corruption et rappelle aux ministres leurs fonctions et leurs devoirs d'hommes d'État, notant que l'administration devrait se concentrer sur le renforcement du secteur de la sécurité, accélérer la réforme institutionnelle. Certains gouvernements régionaux, cependant, accusent M. Khayre de ne pas respecter la Constitution fédérale. 
Le 25 juillet 2020, il est destitué par un vote de défiance du Parlement.